# Gentleman (muzyk)

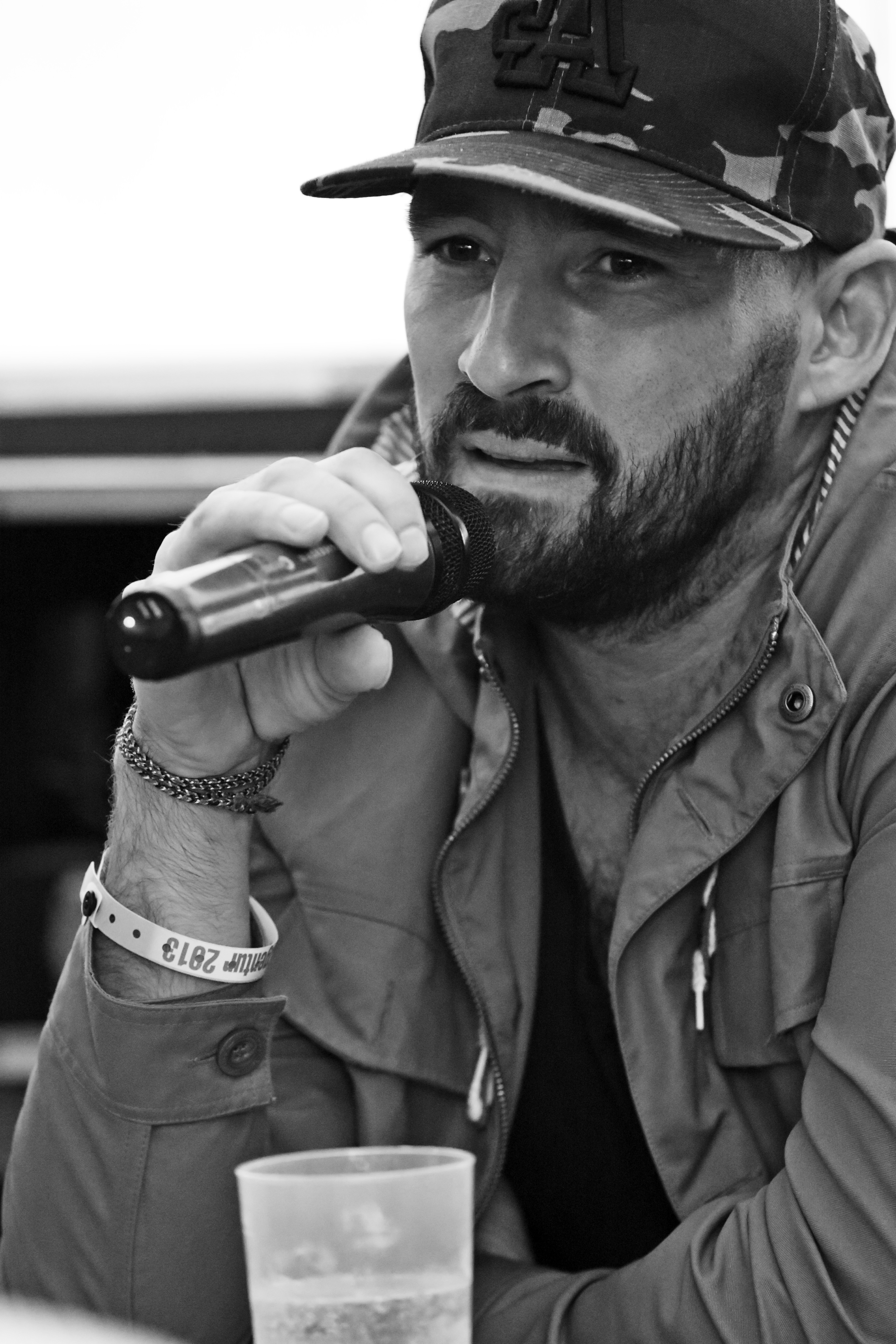
Gentleman (2013)

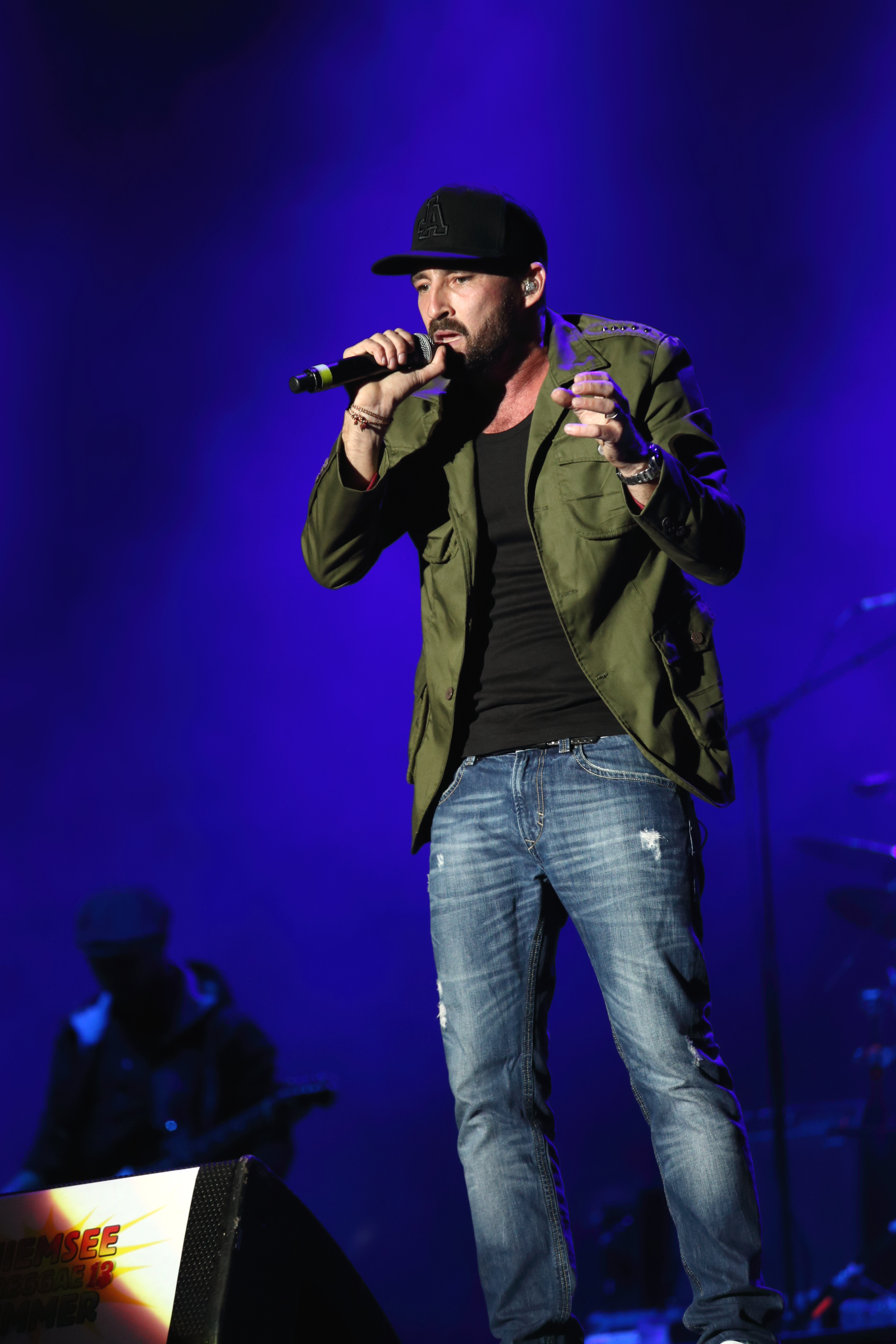
Gentleman (2013)

Gentleman, właściwie Tilmann Otto (ur. 19 kwietnia 1975 w Osnabrück) – niemiecki muzyk reggae i dancehall.

## Życiorys
Jego kariera rozpoczęła się współpracą z niemieckim zespołem Freundeskreis przy utworze Tabula Rasa. Duży wpływ na jego muzykę wywarły przede wszystkim utwory Boba Marleya, ale także muzyka takich wykonawców jak: Peter Tosh, Dennis Brown, Sizzla, Anthony B. i Tracy Chapman. Śpiewa przeważnie po angielsku bądź w patois, który jest językiem kreolskim używanym na Jamajce.

## Występy w Polsce
Po raz pierwszy Gentleman wystąpił w Polsce w 2002 roku (wraz z didżejem, bez udziału zespołu), w 2004 roku zawitał pierwszy raz z zespołem The Far East Band do Poznania w ramach trasy promującej krążek „Journey to Jah”.
21 sierpnia 2006 artysta wystąpił w Polsce na reggae dub festival w Bielawie. W roku 2008 był jednym z artystów festiwalu muzycznego Open’er a rok później również Coke Live Music Festival. W 2010 r. koncertował 30 kwietnia w Warszawie, 1 maja w Poznaniu, a 20 listopada wystąpił we Wrocławiu na One Love Sound Fest. W 2011 r. gościł na 'Kortowiadzie' (olsztyńskich juwenaliach 20 maja 2011 r.) i w finałowy dzień XVII Przystanku Woodstock. 7 lipca 2012 r. wystąpił w Płocku na Festiwalu Reggaeland, a 1 września 2012 r. w opolskim amfiteatrze. 28 czerwca 2013 wystąpił na Lemon Festival w Łowiczu. Do Lublina Gentleman przybył 22 listopada 2013 r. i wraz z Daddy Rings i The Evolution dał koncert w Globusie, a dzień później pojawił się na festiwalu One Love we Wrocławiu. Swoją trasę promującą album „New Days Dawn” Gentleman w Polsce zakończył w Gdańsku, gdzie 24 listopada 2013 r. wystąpił  z zespołem. 8 grudnia 2017 roku, w warszawskim klubie Progresja, zagrał koncert promujący trasę MTV Unplugged.

## Życie prywatne
Urodzony w Osnabrück, dorastał w Kolonii. Jamajkę, którą odwiedza regularnie od 17. roku życia, uznaje za swą drugą ojczyznę. Jest synem luterańskiego pastora. Gentleman jest ojcem dwójki dzieci. Związany jest z Tamiką, która śpiewa w towarzyszącym mu zespole Far East Band.

## Dyskografia

### Albumy
| Rok  | Tytuł                              |
| ---- | ---------------------------------- |
| 1999 | Trodin On                          |
| 2002 | Journey to Jah                     |
| 2003 | Gentleman & The Far East Band Live |
| 2004 | Confidence                         |
| 2007 | Another Intensity                  |
| 2010 | Diversity                          |
| 2013 | New Day Dawn                       |
| 2016 | Conversations                      |

### Single
| Rok  | Tytuł                                                                      |
| ---- | -------------------------------------------------------------------------- |
| 1998 | Tabula Rasa (oraz Freundeskreis i Mellowbag)                               |
| 1998 | In the Heat of the Night Trodin On                                         |
| 1999 | Jah Jah Never Fail Trodin On                                               |
| 2002 | Leave Us Alone Journey to Jah                                              |
| 2002 | Dem Gone Journey to Jah                                                    |
| 2003 | Runaway Journey to Jah                                                     |
| 2003 | Rainy Days (oraz Tamika i Martin Jondo) Gentleman & The Far East Band Live |
| 2003 | Widerstand (oraz Curse)                                                    |
| 2004 | Superior Confidence                                                        |
| 2005 | Isyankar (oraz Mustafa Sandal)                                             |
| 2005 | Intoxication Confidence                                                    |
| 2005 | Send a Prayer Confidence                                                   |
| 2006 | On We Go / Caan Hold Us Down Confidence & Soundtrack Hui Buh               |
| 2007 | Different Places Another Intensity                                         |
| 2007 | Serenity Another Intensity                                                 |
| 2007 | Zeit zu verstehen (This Can't Be Everything) (oraz Azad)                   |
| 2008 | Lack of Love (gościnnie: Sizzla) / Soulfood Another Intensity              |
| 2010 | It No Pretty Diversity                                                     |
| 2010 | Roots to Grow (oraz Stefanie Heinzmann) Roots to Grow                      |
| 2010 | To the Top (gościnnie: Christopher Martin) Diversity                       |
| 2011 | I Got to Go Diversity 15.04.2011                                           |

### Minialbumy
- 2003 – Runaway EP
- 2011 – Changes EP

### Wideografia
- 2003 – Gentleman & The Far East Band Live
- 2011 – Gentleman & The Evolution- Diversity Live (29.04.2011)
- 2014 – Gentleman - MTV Unplugged